# نايجل كامبرلاند
نايجل كامبرلاند (بالإنجليزية: Nigel Cumberland)‏ هو كاتب بريطاني، ولد في 26 يوليو 1967 في يورك في المملكة المتحدة.